# Empire Awards 2000
La 5ª edizione degli Empire Awards, organizzata dalla rivista cinematografica inglese Empire,  si è svolta nel 2000, presso il Dorchester Hotel di Londra, ed ha premiato i film usciti nel 1999.

## Vincitori
Miglior film 
- Matrix (The Matrix), regia di Larry e Andy Wachowski

 Miglior film britannico 
- Notting Hill, regia di Roger Michell

 Miglior attore 
- Pierce Brosnan - Il mondo non basta (The World Is Not Enough)

 Miglior attore britannico 
- Hugh Grant - Notting Hill

 Miglior attrice 
- Gwyneth Paltrow - Shakespeare in Love

 Miglior attrice britannica 
- Helena Bonham Carter - Fight Club

 Miglior regista 
- M. Night Shyamalan - The Sixth Sense - Il sesto senso (The Sixth Sense)

 Miglior regista britannico 
- Roger Michell - Notting Hill

 Miglior debutto 
- Carrie-Anne Moss  - Matrix (The Matrix)
- Damien O'Donnell - East Is East - Una Famiglia Ideale (East Is East)

## Premi Onorari
- Lifetime Achievement Award: Michael Caine

- Inspiration Award: Kenneth Branagh

- Movie Masterpiece Award: Oliver Stone - JFK - Un caso ancora aperto

- Contribution to Cinema: Industrial Light & Magic